# 潔癖男子!青山くん
『潔癖男子！青山くん』（けっぺきだんし あおやまくん）は、坂本拓による日本の漫画作品。『ミラクルジャンプ』（集英社）にて、2014年6月号から同年10月号まで連載された。その後掲載誌を『週刊ヤングジャンプ』（集英社）に移し、2015年9号から2018年5・6合併号まで連載。

## あらすじ
青山くんはU-16日本代表にも選出される実力を持つが、大の潔癖のためにヘディングやスライディングなどの泥臭いプレーを嫌っている。彼は潔癖が故の単純な理由で弱小高校の富士美高校に進学し、財前かおるら個性あふれるサッカー部員たちとサッカーに打ち込んでいく。

## 登場人物

### 富士美高校

#### サッカー部
青山くん（あおやまくん）
声 - 置鮎龍太郎、松本沙羅（小学生）
本作の主人公。下の名前は明かされていない。U-16日本代表経験をもつ実力派MF（ミッドフィルダー）で、富士美では1年生にしてエースナンバーの10番を背負う。
触れるものや目につく汚れは徹底的に掃除しなければ気がすまず、他者と肌が触れるだけで失神するほどの潔癖症。鞄のなかにさまざまな掃除用具やゴム手袋を常備しており、暇さえあらば周囲のものを磨き洗っている。スカウトがたくさん来た中で弱小校の富士美に入学したのも、トイレにウォシュレット機能があり、かつユニフォームが純白という理由による。
部活でも身体が汚れるプレー全般を嫌っており、チームメイトとのタッチや抱き合いといったスキンシップも徹底して避けている。
他人の作った料理が食べられないために自炊するようになった結果、熱烈なファンを生むほどの料理上手となった。
学校では男女を問わない人気者だが、当人は誰ともなれ合わず寡黙にふるまっている。しかし、内面には熱い闘争心を秘めており、卑怯な人間や行為を嫌う。一度火がつくと泥臭く豪快なプレーを行えるが、5分を過ぎると汚れによるストレスで動けなくなる欠点をもつ。「化物ハンター」というオンラインゲームで「青い山脈」というHN（ハンドルネーム）で活動しており、ネット上では現実とは正反対にハイテンションでだらしない性格をしている。
財前 かおる（ざいぜん かおる）
声 - 関智一、古賀葵（幼少）
青山くんの前に10番を背負っていた熱血漢2年生FW（フォワード）。背番号9。大財閥の長男であり、父親とは「かおっち」「パパ」と呼び合うほど仲がいい。
その生い立ちもあって、チームメイトたちからはよく食事をおごらされる。青山くんの極度な潔癖症と奔放さに呆れているが、次第に青山くんの闘志を認めていく。
後藤 もか（ごとう もか）
声 - 春野杏
1年生マネージャー。
小学生時代から青山くんに好意を寄せており、マネージャーとなる前は青山くんに喜んでもらうために勝手にサッカー部の部室に忍び込み掃除と洗濯をしていた。部室の鍵をピッキングしたり、青山くんを守るために花模様を入れた手製の釘バットを振りかざしたりとストーカー気質である。
周囲には青山くんへの想いを隠しているつもりだが、「青山命」とプリントされたTシャツを堂々と着ていることから周囲に知るところとなる。
密かにサッカーの練習も積んでおり、レギュラーメンバーたちを翻弄するほどの技術をもつ。
坂井 一馬（さかい かずま）
声 - 保志総一朗
DF（ディフェンダー）3人衆のリーダー格を務める2年生。背番号3。
3人のなかでは比較的常識人だが、ほかの2人と一緒に悪のりしたり、部活をサボることもある。
塚本 仁（つかもと じん）
声 - 阪口大助
DF3人衆の1人で、太縁メガネが特徴の2年生。通称は「メガネ」。背番号4。特技は尻だけで行うリフティング「しリフティング」。
「メガネ紳士Z」のアカウント名で活動する熱心なSNSユーザーでもある。
中学時代は先輩からいじめを受けていた影響で暗い性格だったが、富士美に入学後は坂井たちとの交流を経て明るさを取り戻していった。
吉岡 太一（よしおか たいち）
声 - 吉野裕行
DF3人衆の1人で、恰幅のいい2年生。背番号2。体格どおりの大食漢で、特にドーナツが好物。
石川 岳（いしかわ がく）
声 - 杉山紀彰
サッカー部主将を務める3年生MF。背番号6。部内で唯一恋人がいる。彼女が青山くんのファンになったため、自身もファンクラブへ入会する。
多田 光（ただ ひかる）
声 - 岸尾だいすけ
3年生MF。背番号5。ナルシストな性格で、人気者の青山くんに対抗心を抱いている。
佐藤 清（さとう きよし）
声 - 濱野大輝
2年生GK（ゴールキーパー）。背番号1。ボケ好きという一面をもち、常にチームメイトからの突っ込みに備えている。
梅屋 翼（うめや つばさ）
声 - 浪川大輔
1年生DF。背番号20。柔道部期待の大型新人だったが、もかに一目惚れしてサッカー部に転向する。
武井 美和（たけい みわ）
声 - 根谷美智子
サッカー部監督で体育教師。柔道3段。通称「美和ちゃん」。
美貌と人格を兼ね備えた理想的な指導者だが、BL（ボーイズラブ）作品の愛好者という一面をもつ。青山くんを自身が愛読するサッカー漫画のキャラクターと重ね合わせており、部活中に作中のシーンを妄想して身悶えることも多い。

#### サッカー部以外
尾崎 篤夢（おざき あつむ）
声 - 森久保祥太郎
2年生。「鷹田ミライ」というペンネームで週刊漫画雑誌ゴンズで発行部数一千万冊を誇る「僕がこの世界を救うんだ!!」(通称：ボクセカ)を連載している超人気天才漫画家。
学校には自分の稼業を隠しつつ、校内の人間や出来事を観察しながら漫画のアイディアを練っている。
青山くんをモデルにした悪役「青きウィザード」を自身の作品内に登場させるが、不本意にも主人公を上回る人気キャラクターとなったため、主人公の人気を回復させようとやっきになる。
成田 紫苑（なりた しおん）
声 - 野島裕史
1年生。青山くんに比肩する潔癖症だが、周囲にはその性分を隠している。しかし、それで周囲から誤解され、不幸にあうことも多い。
青山くんに対しては親近感と対抗心が入り混じった感情を抱いている。
他者と物理的に触れ合う必要がないという理由でオンラインゲームに傾倒しており、化物ハンターでは「スマート」のHNでギルドの団長を務めている。
田村 百合（たむら ゆり）
声 - 佐藤利奈
石川と交際している女子生徒。しかし、のちに青山くんにあこがれて応援団員となる。
小田切 美緒（おだぎり みお）
声 - 中原麻衣
女子バスケットボール部に所属する1年生。青山くんを上回る長身とスタイルのよさに加え、明るく気立てのいい性格から学年一のアイドルとして人気が高い。
恵まれた体格と高い身体能力からレギュラーとして活躍しているが、唯一シュートが下手なのが欠点。サッカー部でありながら、バスケのシュートもうまい青山くんを「師匠」と呼び尊敬する。青山くんからの助言をもとにすべてのシュートをダンクで決めることを思いつき、とりあえずは欠点を克服する。
青山くんが素手で触れても平気な唯一の人物で、周囲から2人は付き合っていると誤解され、もかやチーム青山の面々を一時絶望させる。なぜ触れるのかは青山くん自身もわからない。
当初は青山くんには尊敬の感情しか持っていなかったが幾度関わっていく内に意識するようになっていく。
片平先生（かたひらせんせい）
声 - 松本沙羅
眼鏡をかけた数学教師。彼氏をほかの女に取られたり、洗いたての愛車を猫に汚されたりと不運に遭いやすい。そのストレスを生徒に厳しくしかることで晴らそうとするため、生徒たちからは敬遠されている。
陣内 大輔（じんない　だいすけ）
声 - 濱野大輝
柔道部顧問。梅屋が急にサッカー部に転部したことが信じられず、職務そっちのけで梅屋の動向を四六時中監視するようになる。アニメでは「陣内せんせい」とクレジットされている。
有賀 彩香（ありが さやか）
声 - 古賀葵
小田切に触れられても平気であることを疑問に感じた青山が、他の女子でも平気なのか、という確認だけのために手をにぎられた。

### 押上南高校
武智 彰（たけち あきら）
声 - 子安武人
U-16に選出された東京No.1F。頭髪をぎっちりとワックスで固め、たびたび自分の割れた腹筋を場所を考えずに見せびらかすナルシスト。
元チームメイトである青山くんの実力に惚れ込んでおり、自分の学校に引き抜こうと熱心に勧誘する。ほかの富士美メンバーを弱小と見下して突っかかるが、油断して思わぬ逆襲を受けることも多い。
伊吹 誠吾（いぶき せいご）
声 - 三木眞一郎
U-16メンバーの1人。青山くんをしのぐサッカーセンスの持ち主で、スペインの名門クラブと契約するほどの逸材。
日本食が恋しくて帰国し、美味しい蕎麦屋が近くにある理由で押上南高校に転入。青山くんの手料理が大好きで、サッカー勝負で勝っては家で料理を作らせている。
倉田 梢（くらた こずえ）
声 - 遠藤綾
幼馴染の伊吹にスペインまでついて行き、一緒に日本に帰って来た。
伊吹に対してはツンデレ気味で、健康を気遣って作った料理を薄味にしたのが原因でマヨネーズをかけられてしまい喧嘩となる。

### 高田学園
折原 洋二（おりはら ようじ）
声 - 鈴木達央
サッカー部に所属する不良生徒。サッカーに対しては真面目だが、試合では反則すれすれのラフプレイも辞さない卑劣漢。
富士美との試合では、青山くんを出場させまいと部室に閉じ込めるが、脱出して試合に復帰した青山くんに惨敗する。
カナ
声 - 沼倉愛美
折原の彼女。折原の指示で青山くんを部室に閉じ込めるが、もかの妨害を受け失敗する。
正々堂々とプレーする青山くんの姿に惚れ、折原をそっちのけてファンになる。

### 南田附属高校
門松 了（かどまつ りょう）
声 - 平川大輔
サッカー部主将で、塚本の中学時代の先輩。実力もなく目立とうとする塚本を目の敵にしており、心ない罵倒で塚本に深い苦手意識を植えつけた。
富士美との試合では塚本の守備位置を徹底的に攻め込み優位に立つが、仲間たちの健闘を見て奮起した塚本の活躍をきっかけに逆転負けを喫する。

### そのほかの人物
財前パパ（ざいぜんパパ）
声 - 速水奨
財前の父。財閥の総帥で、首相に個人的な連絡が取れる。かおるのサッカー部活動に反対しながらも、毎日新品のスパイクシューズを与えている。娘の花凛を溺愛している。
財前ママ（ざいぜんママ）
声 - 井上喜久子
財前 花凛（ざいぜん かりん）
声 - 高橋未奈美
財前の妹。15才。兄のサッカー部の合宿について行き、ビーチリゾート施設を完備した直径1Kmのドーム型の屋内合宿施設の運営の総指揮をとる。
仲さん（なかさん）
声 - 赤坂柾之
尾崎のボクセカの担当編集。学校まで尾崎をタクシーで送り迎えをし、「学校には漫画家家業を知られないように」と尾崎に厳命している。
「青きウィザード」の人気に乗ってキャラクターグッズの製作を推し進めて、不本意な尾崎を悩ませる。
アニメ版では「中尾さん」とクレジットされている。

## 書誌情報
- 坂本拓 『潔癖男子！青山くん』 集英社〈ヤングジャンプ・コミックス〉、全13巻
  1. 2015年1月24日発行（1月19日発売[集 1]）、ISBN 978-4-08-890101-5
  2. 2015年6月24日発行（6月19日発売[集 2]）、ISBN 978-4-08-890153-4
  3. 2015年11月24日発行（11月19日発売[集 3]）、ISBN 978-4-08-890308-8
  4. 2016年2月24日発行（2月19日発売[集 4]）、ISBN 978-4-08-890360-6
  5. 2016年6月22日発行（6月17日発売[集 5]）、ISBN 978-4-08-890460-3
  6. 2016年10月24日発行（10月19日発売[集 6]）、ISBN 978-4-08-890546-4
  7. 2017年2月22日発行（2月17日発売[集 7]）、ISBN 978-4-08-890594-5
  8. 2017年6月24日発行（6月19日発売[集 8]）、ISBN 978-4-08-890643-0
  9. 2017年6月24日発行（6月19日発売[集 9]）、ISBN 978-4-08-890685-0
  10. 2017年7月24日発行（7月19日発売[集 10]）、ISBN 978-4-08-890704-8
  11. 2017年11月22日発行（11月17日発売[集 11]）、ISBN 978-4-08-890782-6
  12. 2018年3月24日発行（3月19日発売[集 12]）、ISBN 978-4-08-890875-5
  13. 2018年3月24日発行（3月19日発売[集 13]）、ISBN 978-4-08-890876-2

## テレビアニメ
2017年2月2日にテレビアニメ化が発表され、同年7月より9月までTOKYO MXほかにて放送された。

### スタッフ
- 監督 - 市川量也[3]
- シリーズ構成・脚本 - 後藤みどり[3]
- キャラクターデザイン - 松浦有紗[3]
- 総作画監督 - 永田陽菜、松浦有紗
- 色彩設計 - 竹川美緒
- 美術監督 - 髙田真理
- 美術設定 - 高橋理恵
- 撮影監督 - 中川せな
- CG監督 - 飯田祐輝
- 音響監督 - 髙桑一[4]
- 音響効果 - 稲田祐介
- 編集 - ドメリカ
- 音楽 - 堤博明、大隅知宇[4]
- 音楽プロデューサー - 高畑裕一郎
- 音楽制作 - ポニーキャニオン[3]
- プロデューサー - 松岡貴徳、片桐秀介、鈴木寿広、塩谷佳之、宮城惣次、岡村武真
- アニメーションプロデューサー - 宮﨑裕司
- アニメーション制作 - スタジオ雲雀[3]
- 制作 - トムス・エンタテインメント[3]
- 製作 - チーム青山

### 主題歌
オープニングテーマ「White」
作詞 - 鈴木敬 / 作曲 - 鈴木敬、小関竜矢、須田原生、辻怜次 / 歌 - Bentham
第12話では挿入歌として使用。
エンディングテーマ
全作詞 - 山川啓介、全作曲 - いずみたく、全編曲 - RegaSound。
「太陽がくれた季節」（第1話 - 第4話、第6話 - 第10話、第12話）
歌 - 富士美高校サッカー部［青山くん（置鮎龍太郎）、財前かおる（関智一）、坂井一馬（保志総一朗）、塚本仁（阪口大助）、吉岡太一（吉野裕行）］
ドラマ『飛び出せ!青春』主題歌のカバー曲。
「太陽がくれた季節」塚本仁Ver.（第5話）
歌 - 塚本仁（阪口大助）
「太陽がくれた季節」坂井一馬Ver.（第11話）
歌 - 坂井一馬（保志総一朗）
挿入歌
「僕から君へ」（第1話、第3話）
作詞・作曲 - 小関竜矢 / 歌 - Bentham
「JUST GOAL MY WAY」（第9話）
作詞 - 高瀬愛虹 / 作曲・編曲 - no_my / 歌 - マキオ（置鮎龍太郎）

### 各話リスト
| 話数 | サブタイトル                 | 絵コンテ          | 演出              | 作画監督                                                                                 |
| ---- | ---------------------------- | ----------------- | ----------------- | ---------------------------------------------------------------------------------------- |
| #01  | 青山くんはキレイ好き         | 甲田菜穂 大西佑希 | 甲田菜穂 松浦有紗 | 永田陽菜、難波聖美                                                                       |
| #02  | 青山くんは覚えてる？         | 高橋理恵          | 高橋理恵 金子拓磨 | 安形佳己、山形孝二                                                                       |
| #03  | 青山くんがいない理由         | 蔦佳穂理          | 蔦佳穂理 飯田祐輝 | 永田陽菜、難波聖美、佐藤綾子                                                             |
| #04  | 成田くんは秘密にしている     | 甲田菜穂          | 甲田菜穂          | 稲田真樹、幸野浩二、永田陽菜                                                             |
| #05  | 塚本くんはウケが命           | 高橋理恵          | 高橋理恵 金子拓磨 | 難波聖美、佐藤綾子、安形佳己 幸野浩二、渡辺真由美、稲田真樹                              |
| #06  | 尾崎くんにはプライドがある   | 添野恵            | 添野恵            | 安形佳己、山形孝二、稲田真樹 難波聖美、永田陽菜、佐藤綾子 小酒井智也                     |
| #07  | 小田切さんはなかなか入らない | 甲田菜穂          | 甲田菜穂          | 永田陽菜、難波聖美、山形孝二 安形佳己                                                    |
| #08  | 梅屋くんは忍耐強い           | 高田真理          | 蔦佳穂里 飯田祐輝 | 永田陽菜、稲田真樹、渡辺真由美 幸野浩二、山形孝二、安形佳己                              |
| #09  | 美和ちゃんは合宿がしたい     | 蔦佳穂理          | 野亦則行          | 稲田真樹、難波聖美、山形孝二 安形佳己、佐藤綾子、松浦有紗                                |
| #10  | 青山くんは秘密が多い         | 高橋理恵          | 高橋理恵          | 蔦佳穂里                                                                                 |
| #11  | 坂井くんの髪型が変わった     | 添野恵            | 添野恵            | 山形孝二、永田陽菜、稲田夏樹 難波聖美、松浦有紗、蔦佳穂里 清水朱音、甲田菜穂、相澤真梨子 |
| #12  | 青山くんの選んだ理由         | 高橋理恵          | 高橋理恵 甲田菜穂 | 山形孝二、稲田真樹、難波聖美 安形佳己、永田陽菜、蔦佳穂里                                |

### 放送局
| 放送期間               | 放送時間                     | 放送局     | 対象地域   | 備考                  |
| ---------------------- | ---------------------------- | ---------- | ---------- | --------------------- |
| 2017年7月3日 - 9月18日 | 月曜 0:00 - 0:30（日曜深夜） | TOKYO MX   | 東京都     | 製作参加              |
| 2017年7月4日 - 9月19日 | 火曜 2:35 - 3:05（月曜深夜） | 読売テレビ | 近畿広域圏 | 『MANPA』第2部        |
|                        | 火曜 23:30 - 水曜 0:00       | BS11       | 日本全域   | BS放送 / 『ANIME+』枠 |

| 配信期間               | 配信時間                     | 配信サイト |
| ---------------------- | ---------------------------- | --- |
| 2017年7月3日 - 9月18日 | 月曜 0:00 - 0:30（日曜深夜） | AbemaTV |
| 2017年7月5日 - 9月20日 | 水曜 12:00 更新              | Amazonビデオ ビデオパス GYAO!ストア Google Play ストア J:COMオンデマンド アニメ放題 TSUTAYA TV dアニメストア dTV ニコニコチャンネル バンダイチャンネル ひかりTV ビデオマーケット フジテレビオンデマンド U-NEXT Rakuten TV |

| TOKYO MX 月曜0:00（日曜深夜）枠 | TOKYO MX 月曜0:00（日曜深夜）枠 | TOKYO MX 月曜0:00（日曜深夜）枠 |
| 前番組                          | 番組名                          | 次番組                          |
| ------------------------------- | ------------------------------- | ------------------------------- |
| リトルウィッチアカデミア        | 潔癖男子！青山くん              | 干物妹！うまるちゃんR           |

### BD / DVD
| 巻 | 発売日         | 収録話          | 規格品番   | 規格品番   |
| 巻 | 発売日         | 収録話          | BD         | DVD        |
| -- | -------------- | --------------- | ---------- | ---------- |
| 1  | 2017年9月20日  | 第1話 - 第2話   | PCXP-50511 | PCBP-53241 |
| 2  | 2017年10月18日 | 第3話 - 第4話   | PCXP-50512 | PCBP-53242 |
| 3  | 2017年11月15日 | 第5話 - 第6話   | PCXP-50513 | PCBP-53243 |
| 4  | 2017年12月20日 | 第7話 - 第8話   | PCXP-50514 | PCBP-53244 |
| 5  | 2018年1月17日  | 第9話 - 第10話  | PCXP-50515 | PCBP-53245 |
| 6  | 2018年2月21日  | 第11話 - 第12話 | PCXP-50516 | PCBP-53246 |

### Webラジオ
『潔癖ラジオ！置鮎くん』は、2017年6月30日から10月6日までYouTubeとテレビアニメ公式サイトにて配信された番組。パーソナリティは青山くん役の置鮎龍太郎。